# 파르바리가
파르바리가(불가리아어: Първа лига)는 불가리아의 최상위 축구 리그이다. 현재 공식적으로 후원사의 명칭을 따서 에프벳리가(efbet Liga)로 부르고 있다.
불가리아 리그 우승 팀은 UEFA 챔피언스리그 2차예선에 진출하게 되고 2위와 3위팀, 그리고 불가리아 컵 우승 팀은 UEFA 유로파컨퍼런스리그 3차예선에 진출하게 된다.
현재까지 총 96회의 시즌을 마쳤는데, 현재 최다 우승 팀은 CSKA 소피아로 31회 우승 기록을 가지고 있다. 그 뒤로 레프스키 소피아가 26회 우승 기록으로 뒤를 따르고 있다. 96회 동안 모두 17개 클럽이 우승의 영광을 맛보았다. 하지만, 그중 7개 팀이 수도인 소피아를 연고로 한 팀으로, 이들 팀이 우승한 횟수는 모두 70회에 이른다.

## 참가팀
| 2024-25 파르바리가    |                |                |          |
| 구단명                | 순위 (2023-24) | 연고지         | 창단연도 |
| 루도고레츠            | 1위            | 라즈그라드     | 1945     |
| 체르노 모레           | 2위            | 바르나         | 1913     |
| CSKA 소피아           | 3위            | 소피아         | 1948     |
| 레프스키              | 4위            | 소피아         | 1914     |
| 로코모디프 플로브디프 | 5위            | 플로브디프     | 1926     |
| 크루모브그라드        | 6위            | 크루모브그라드 | 1925     |
| CSKA 1948             | 7위            | 소피아         | 2016     |
| 아르다                | 8위            | 커르잘리       | 1924     |
| 보테프 플로브디프     | 9위            | 플로브디프     | 1912     |
| 슬라비아              | 10위           | 소피아         | 1913     |
| 베로에                | 11위           | 스타라자고라   | 1916     |
| 로코모티프 소피아     | 12위           | 소피아         | 1929     |
| 헤버르                | 13위           | 파자르지크     | 1918     |
| 브라차                | 14위           | 브라차         | 1921     |
| 스파르타크 바르나     | 브토라리가 1위 | 바르나         | 1918     |
| 셉템브리              | 브토라리가 2위 | 소피아         | 1944     |

## 우승팀

### 구단별 우승 기록
굵은 글씨로 표시된 팀은 2024-25 시즌 파르바리가에 참가중인 팀이다.
| 구단명                | 우승 횟수 | 우승 시즌 |
| --------------------- | --------- | --- |
| CSKA 소피아           | 31        | 1948, 1951, 1952, 1954, 1955, 1956, 1957, 1958, 1958-59, 1959–60, 1960–61, 1961–62, 1965–66, 1968–69, 1970–71, 1971–72, 1972–73, 1974–75, 1975–76, 1979–80, 1980–81, 1981–82, 1982–83, 1986–87, 1988–89, 1989–90, 1991–92, 1996–97, 2002–03, 2004–05, 2007–08 |
| 레프스키 소피아       | 26        | 1933, 1937, 1942, 1946, 1947, 1948–49, 1950, 1953, 1964–65, 1967–68, 1969–70, 1973–74, 1976–77, 1978–79, 1983–84, 1984–85, 1987–88, 1992–93, 1993–94, 1994–95, 1999–2000, 2000–01, 2001–02, 2005–06, 2006–07, 2008–09                                         |
| 루도고레츠            | 13        | 2011–12, 2012–13, 2013–14, 2014–15, 2015–16, 2016–17, 2017–18, 2018–19, 2019–20, 2020–21, 2021–22, 2022–23, 2023–24 |
| 슬라비아 소피아       | 7         | 1928, 1930, 1936, 1938–39, 1941, 1943, 1995–96 |
| 리텍스 로베치         | 4         | 1997–98, 1998–99, 2009–10, 2010–11 |
| 로코모티프 소피아     | 3         | 1945, 1963–64, 1977–78 |
| 블라디슬라프          | 3         | 1925, 1926, 1934 |
| PFC 보테프 플로브디프 | 2         | 1929, 1966–67 |
| AS-23                 | 1         | 1931 |
| 베로에                | 1         | 1985–86 |
| 에터르                | 1         | 1990–91 |
| 로코모디프 플로브디프 | 1         | 2003–04 |
| 소콜                  | 1         | 1932 |
| 스파르타크 플로브디프 | 1         | 1962–63 |
| SK 소피아             | 1         | 1935 |
| 티샤                  | 1         | 1937–38 |
| ZhSK 소피아           | 1         | 1939–40 |

참고:
- CSKA 소피아의 우승 기록은 셉템브리 프리 CDNV, CDNA와 CFKA 스레데츠기록을 포함한다.
- 레프스키 소피아의 우승 기록은 레프스키-스파르타크와 비토샤가 재수상한 1984–85 시즌 우승 기록을 포함한다.
- 보테프 플로브디프는 1984-85 시즌 '트라키아'의 반환된 우승 기록을 포함하지 않는다.